# Hôtel Pasteur
L’hôtel Pasteur est un édifice remarquable situé dans le centre de Rennes. Construit à partir de 1888, il accueille successivement la faculté des sciences puis la faculté dentaire jusqu'en 2018. Depuis, le bâtiment est utilisé comme lieu à projets et une école maternelle y est également installée.

## Localisation
Le bâtiment se trouve à l'est du centre-ville, le long de la Vilaine. La façade principale donne sur la place Pasteur, le quai Dujardin Félix Dujardin a été le premier doyen de la faculté des sciences de Rennes de 1840 à 1842 se trouve au sud et la rue Kléber au nord.

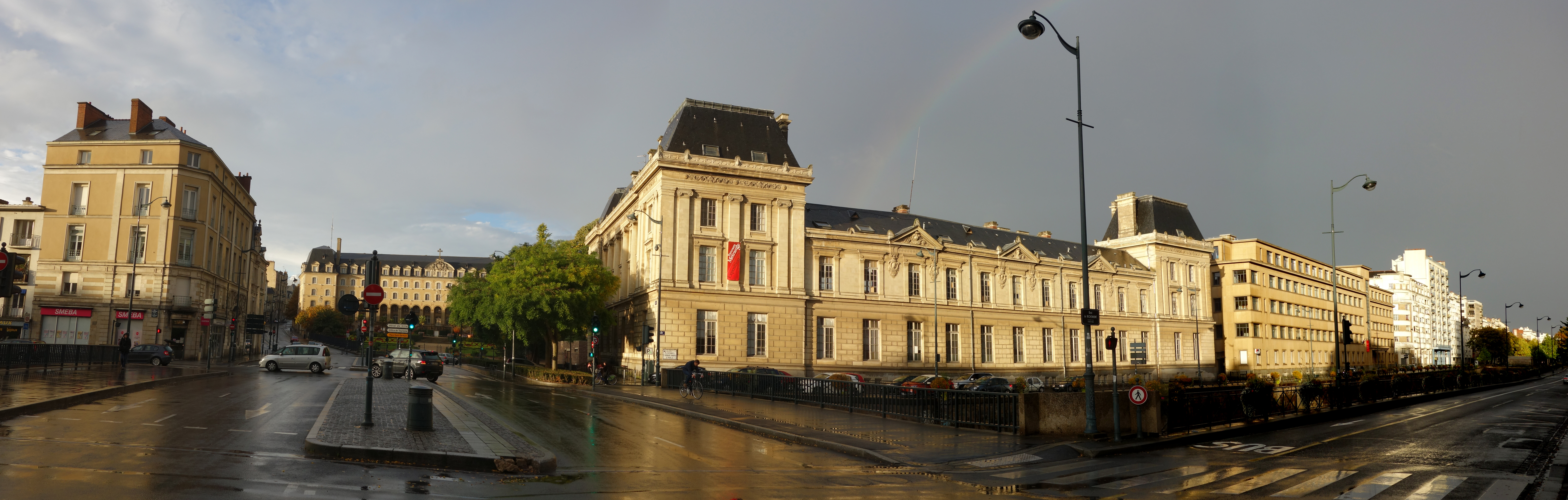
L'hôtel Pasteur en 2016.

## Histoire
L'hôtel Pasteur est construit à partir de 1888 par l'architecte municipal Jean-Baptiste Martenot et Emmanuel Le Ray et est pleinement investi en 1897 par la faculté des sciences qui l’a occupé jusqu'en 1967 et jusqu'à son déménagement sur le campus de Beaulieu.
La faculté dentaire la remplace de 1969 jusqu'à son déménagement en 2018 vers le site de l’hôpital Pontchaillou.
Depuis 2013, sur l'initiative de l'ancien maire Daniel Delaveau, une grande partie du bâtiment - aux étages - a été investie par l'architecte et scénographe Patrick Bouchain pour y créer l'Université Foraine, lieu d'expérimentation urbaine offrant là un vaste espace collaboratif délibérément ouvert aux projets artistiques et sociaux de proximité.
En 2021, après 7 ans de travaux pour réhabiliter le bâtiment avec un budget de 15 millions d'euros, la ville de Rennes y installe une école maternelle ainsi que l’« Édulab » - un espace innovant et collaboratif dédié au numérique éducatif - et un « hôtel à projets » permettant à de jeunes talents de mettre en œuvre leurs compétences dans un environnement favorable ouvert au public,.

## Description
Description d'époque par Louis Joubin, un des professeurs de la faculté :

« Le bâtiment de la Faculté des Sciences est un rectangle de 71 mètres de long sur 40 de large ; sa façade principale, orientée à l'Ouest, forme un des côtés de la place Pasteur ; elle a deux étages et des combles importants actuellement inutilisés. La façade en bordure du quai n'a qu'un étage, mais des laboratoires sont installés sous un toit surélevé du côté des cours intérieures. La façade Est, sur la place de Viarmes, a un étage avec combles ; enfin le corps de bâtiment qui longe la rue Kléber n'a qu'un rez-de-chaussée avec toit surélevé abritant des services accessoires. Les quatre angles sont formés par des pavillons légèrement saillants et plus élevés que le reste de l'édifice. La frise, le fronton, les colonnes de la façade principale sont de style grec. Sur les bâtiments bordant le quai sont sculptés, en médaillons, les portraits de Cuvier, Claude Bernard, Ampère, Fresnel, Descartes, Cauchy, Lavoisier, Dumas.
La construction est en pierre blanche supportée par un soubassement de deux mètres en granit bleu. »

— Joubin, Histoire de la Faculté des Sciences de Rennes

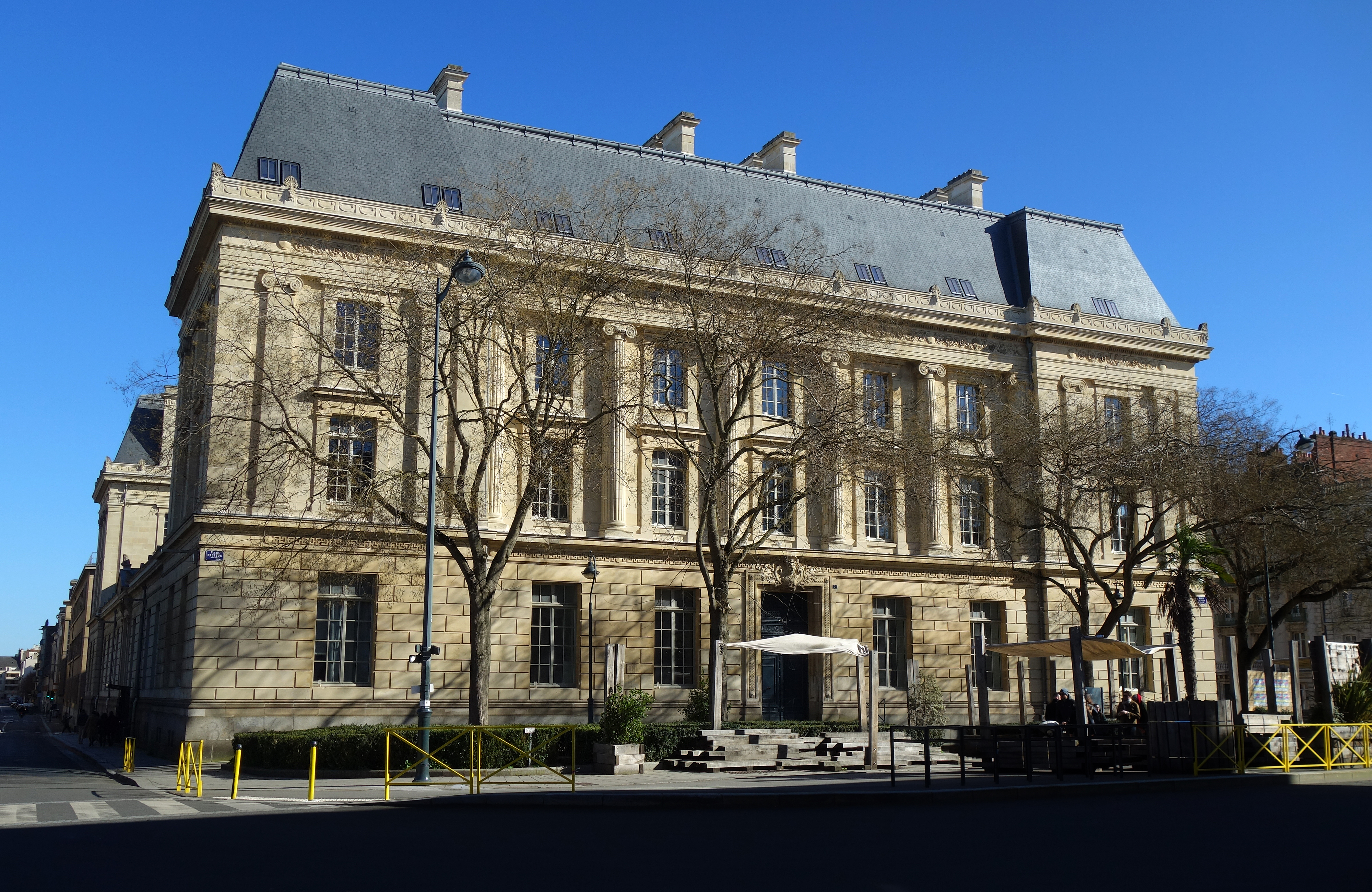
L'hôtel Pasteur de Rennes en 2023.

L'hôtel Pasteur, anciennement Université Foraine, est d’abord un projet « d'architecture » dans un contexte où les villes sont confrontées à la question de leurs patrimoines bloqués et vacants. Construit il y a plus d’un siècle pour un usage aujourd’hui caduc, ils sont difficilement ré-employables car soumis à des normes coercives qui dans le cadre d’une commande publique classique rendent leur réhabilitation bien souvent onéreuse. S'il n’est pas question de les détruire, il n’est pas non plus envisageable de les donner à un investisseur privé pour un euro symbolique (par manque d’entretien, la valeur de ces bâtiments est souvent négative, le coût de la réhabilitation étant plus important que leur valeur marchande).
Patrick Bouchain, architecte atypique et initiateur de l’Université Foraine à Rennes, a l’habitude d’accompagner les villes dans la réflexion autour de ces situations.
En 2025, "le bâtiment Pasteur est un lieu partagé entre trois entités avec une seule porte d'entrée commune : un hôtel, une école et un édulab".
L'association Hôtel Pasteur, est en gestion des espaces de l'ancienne faculté dentaire. 

« L’association tente de construire ainsi d’autres pratiques et valorise la part d’économie contributive permise par les hôtes du lieu. Chaque hôte arrive avec son modèle économique propre, avec des ressources ou pas, sans avoir à verser de loyer ou de contribution aux charges. En réciprocité, toustes s’inscrivent dans un quotidien. La participation de chacun.e se concrétise sous la forme de temps passé à veiller le lieu, à accueillir, à entretenir, aménager, transmettre ce que l’on y fait. L’Hôtel Pasteur soutient l’encapacitation sur le territoire en accueillant des propositions ou réalisations qui ne sont pas jugées sur leur valeur marchande mais qui font réellement valeur et concourt à l’intérêt commun »